# CorelDRAW
O CorelDRAW é um programa de desenho vetorial bidimensional para design gráfico desenvolvido pela Corel Corporation, Canadá. É um aplicativo de ilustração trevial vetorial e layout de página que possibilita a criação e a manipulação de vários produtos, como por exemplo: desenhos artísticos, publicitários, logotipos, capas de revistas, livros, etc.

## Histórico

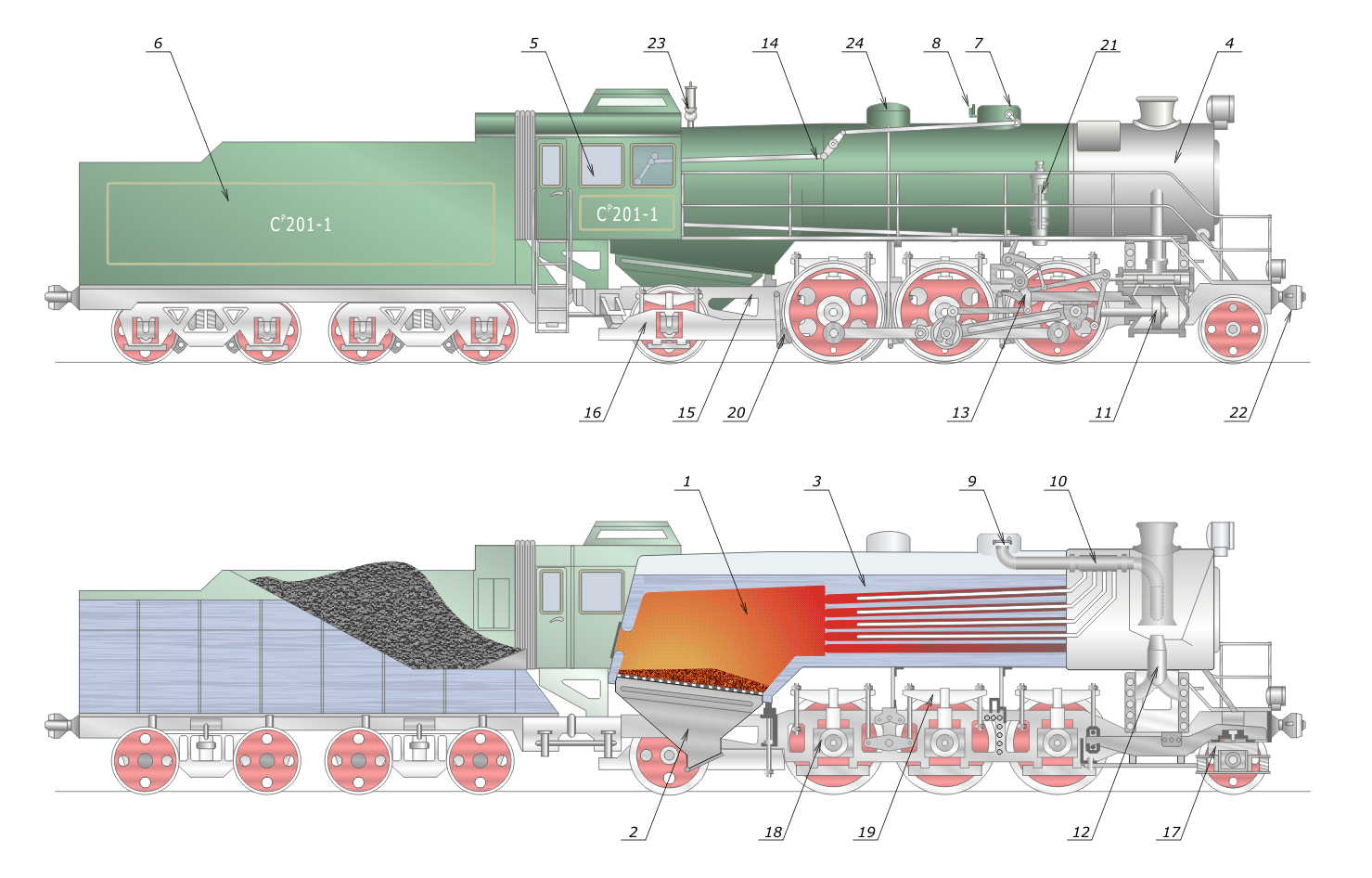
Ilustração técnica de uma locomotiva produzida no CorelDRAW

O CorelDRAW surgiu em 1989, apenas em inglês.  A última versão criada em 2020 denominada versão 22
Tem, como concorrentes diretos, os programas Macromedia Freehand e Adobe Illustrator em ambiente software proprietário. Em software livre, para ambientes Windows e Linux, o principal concorrente é o Inkscape, também disponível para Mac OS X.

## Versões
- Versão 1 (1989): revolucionário software vetorial com ferramentas que capacitavam a utilização de fontes "ttf" de 0,01pt a 400pt, processo este somente realizado com a ajuda de postcript de impressão.
- Versão 2 (1991): ferramenta envelope (para distorção de texto ou objetos usando uma forma primária), mistura, extrusão (para simulação de perspectiva e volume em objetos) e perspectiva (para distorcer objetos ao longo dos eixos X e Y).
- Versão 3 (1992): Incluía o Corel PHOTO-PAINT* (para edição de imagens bitmap), CorelSHOW (para criação de apresentações on-screen), CorelCHART (para tabelas gráficas), Mosaic and CorelTRACE (para vetorização de bitmaps). A inclusão deste software originou  as verdadeiras suítes gráficas.
- Versão 4 (1993)
- Versão 5 (1994): Corel Ventura foi incluído no pacote (e logo após vendido como um programa em separado). Era um software de layout (programação visual, diagramação) como o Adobe PageMaker ou o InDesign.
- Versão 6 (1995): Interface customizável, ferramentas Polígono, Espiral, Garfo e Borracha. Corel Memo, Corel Presents, Corel Motion 3D, Corel Depth, Corel Multimedia Manager, Corel Font Master e Corel DREAM (para modelagem em 3D) foram incluídos no pacote.
- Versão 7 (1996): Barra de Propriedades sensível ao Contexto,  Print Preview com opções de Zoom e Pan, Scrapbook (para visualização de objetos gráficos em arraste-e-solte), opção para Edição em HTML, opções de exibição tipo rascunho e aperfeiçoada, preenchimento interativo e ferramentas de mistura, ferramentas de transparência, Ferramenta Natural Pen, localizar e substituir, conversor de vetor para bitmap (no CorelDRAW), verificador ortográfico. O pacote incluía os programas Corel Scan e Corel Barista (edição para web).
- Versão 8 (1997)
- Versão 9 (1999): Nessa versão teve como destaque a abertura do aplicativo feita pelo artista plástico brasileiro e sergipano Adalto Machado que venceu um concurso mundial do Corel Draw no ano anterior com uma obra feita no aplicativo em uma das sua aulas ao seu aluno Roberto Santos dos Reis Sá essa obra nomeada como velha do cachimbo.
- Versão 10 (2000)
- Versão 11 (2002): Destaca-se como a última versão que dá suporte a plataforma MacOS. Símbolos de biblioteca, corte de imagem (desenho de web de soldado pára-quedista), escovas vetoriais sensíveis a pressão, instrumentos de desenho de 3 pontos.
- Versão 12 (2004): guias dinâmicas, Smart Drawing tools, opção de Exportar para MS Office ou Word, ferramenta para excluir segmento virtual, suporte à texto Unicode.
- Versão X3 (2006): ferramentas de preenchimento interativo, ferramentas de filete, vieira e chanfro, PowerTRACE integrado ao CorelDRAW, laboratório de ajustes de imagem.
- Versão X4 (2008): identificação rápida de fontes, texto espelhado, formatação de texto instantânea, ConceptShare, suporte a arquivos RAW de câmera, camadas independentes de página, criação de tabelas.
- Versão X5 (2010): mais velocidade com suporte ao multi-core, conteúdo mais rico e modelos profissionais, novas ferramentas de aprendizagem com vídeos tutoriais e dicas de especialistas, compatibilidade com mais de 100 novos arquivos, controle de cor e consistência, suporte a animação Flash, opções de saída para impressão, web, sinais digitais e outros melhoramentos.
- Versão X6 (2012): Principais novos recursos e aprimoramentos: de suporte avançado de OpenType, novas harmonias Custom-built de cor, Novas nativa de 64 bits e suporte multi-core Enhanced, Novas ferramentas de vetor criativo Shaping, Mecanismo de novos estilos e Docker, Novo Website Creator Corel X6 aplicação, novo Smart Carver, Recursos aprimorados de layout de página, Redesenhado Docker Object Properties.
- Versão X7 (2014): (2014): Possui uma interface reprojetada, totalmente personalizável, novas áreas de trabalho avançadas ou predefinidas com opção de escolha entre Layout de página, Ilustração ou até definir o ambiente para que seja parecido com o Adobe Photoshop ou o Illustrator, Controle total sobre preenchimentos e transparência, com um mecanismo específico para controle de gradientes e de transparência nas cores individuais, Preenchimentos de padrão vetorial e de Bitmap aprimorados com busca e capacidade de criação e salvamento com o novo formato FILL adequado para compartilhamento. Novo modo de visualização de fontes e ferramentas de caracteres avançados, suporte de resolução e multiexibição, Gerador de códigos QR e também oferece aplicativos móveis para IOS e compartilhamento.
- Versão X8 (2016): Combine sua criatividade com o poder sem igual do CorelDRAW® Graphics Suite X8 para desenvolver gráficos e layouts, editar fotos e criar sites. Com suporte avançado para Windows 10, visualização em múltiplos monitores e telas 4K, a suíte permite que usuários iniciantes, profissionais de design gráfico, proprietários de pequenas empresas e entusiastas de design obtenham resultados profissionais com rapidez e confiança. Descubra ferramentas intuitivas de alto desempenho para criar logotipos, brochuras, gráficos para Web, anúncios para redes sociais ou qualquer projeto original. CorelDRAW do seu jeito.
- Versão 19 ou x9 (2017): Nova ferramenta LiveSketch™ avançada, recursos aprimorados de caneta e toque, extensos recursos de filtragem e gerenciamento de fontes, Otimizado para Windows 10 e o hardware mais recente.
- Versão 20 (2018): Com suporte ao sistema operacional da Apple, o mac os e novas funcionalidades/ferramentas.
- Versão 21 (2019): Sistema de camadas repaginado.
- Versão 22 (2020): Novas ferramentas, maior estabilidade e velocidade, correções de vários bugs, novas ferramentas, suporte a fontes variáveis, melhorias em algumas ferramentas e efeitos com IA (Inteligência Artificial), novas ferramentas de colaboração e comentários nos arquivos.

### Suíte de aplicativos
1. Aplicativos principais de acordo com lançamento de cada versão:

- CorelDRAW® Graphics Suite X8 - Ferramentas profissionais para design, layout e edição de fotos
- CorelDRAW® X7 – Ilustração vetorial e layout de página
- Corel® PHOTO-PAINT™ X7 – Edição de imagem
- Corel® PowerTRACE™ X7 – Rastreamento de bitmap-para-vetor (incluído no CorelDRAW X7)
- Corel® CONNECT™ – Localizador de conteúdo
- Corel® CAPTURE™ X7 – Ferramentas de captura de tela
- Corel® Website Creator™* – Design de sites
- PhotoZoom Pro 3† – Plug-in para aumento de imagens digitais
- ConceptShare™ – Ferramenta de colaboração on-line

* A Associação Standard do CorelDRAW é necessária para baixar este aplicativo
† Registro necessário
Aplicativos de suporte :.
- Assistente de código de barras
- Assistente frente e verso
- Bitstream® Font Navigator®

Conteúdo:.
- 10.000 imagens digitais e cliparts
- 2.000 fotos digitais de alta resolução
- 1.000 fontes OpenType
- 350 modelos projetados profissionalmente
- 2.000 modelos de veículo
- 800 quadros e padrões

Documentação:.
- Guia de início rápido
- Cartão de referência rápida
- Arquivos de ajuda

Treinamento:.
- Mais de 5 horas de vídeo de treinamento, incluindo 1,5 horas de conteúdo novo (é necessária conexão com a Internet)
- Dicas de vídeo, dicas e truques dos especialistas
- Janela de encaixe Dicas
- Produtos incluídos no passado:
  - Corel R.A.V.E. – um programa de animação vectorial comparável ao Adobe Flash